# Where Are We Now?
Where Are We Now? è un brano musicale scritto ed interpretato dal musicista britannico David Bowie, primo singolo estratto dal suo album The Next Day pubblicato nel 2013. Il singolo venne pubblicato su iTunes l'8 gennaio 2013, giorno del sessantaseiesimo compleanno di Bowie, accompagnato da un videoclip diretto da Tony Oursler, postato sul sito internet di Bowie.

## Il brano

### Produzione
La composizione è una triste e lenta ballata. Secondo quanto riportato dal produttore Tony Visconti, l'idea di far uscire la canzone come primo singolo estratto dall'album è stata di Bowie, e il singolo venne semplicemente "immesso" su iTunes senza particolare pubblicità o promozione. Inoltre, a proposito del brano, Visconti aggiunse: "è l'unica traccia dell'album che è così intimista", suggerendo che Bowie avesse scelto Where Are We Now? come singolo d'apertura perché "la gente doveva affrontare lo shock del suo ritorno (dopo un'assenza di 10 anni)" e che la natura introspettiva della canzone la rendeva una scelta particolarmente appropriata.

### Composizione
Il testo del brano è strutturato su frasi semplici e ripetitive, narrato da una persona matura in là con gli anni che riflette sul tempo che passa inesorabile e su quanto di esso egli ne abbia sprecato: «Had to get the train / from Potsdamer Platz / you never knew that / that I could do that / just walking the dead». Nel ritornello il cantante si chiede dove sia andata a finire la sua generazione: «Where are we now / where are we now?» ("Dove siamo noi adesso?"). Il graphic designer Jonathan Barnbrook, ideatore della copertina di The Next Day, scrisse che la canzone è "una comparazione tra la Berlino dei tempi del muro e quella odierna".

### Video
Il video musicale, diretto da Tony Oursler, mostra Bowie che osserva silenzioso uno schermo su cui scorrono vecchie immagini berlinesi in bianco e nero. Il suo volto, ora segnato dal tempo, si materializza assieme a quello di una donna sulla faccia di due vecchi manichini. Con una smorfia sul viso, il pupazzo esprime col canto i pensieri inquieti del cantante. I luoghi a cui si legano le decisioni di ieri, le incertezze dell'oggi. Il tutto ripreso in un garage pieno di vecchie reliquie, bozzetti, manichini, cianfrusaglie varie provenienti dal passato. La donna, non identificata all'uscita del video, si scoprì in seguito essere l'artista Jacqueline Humphries, moglie di Oursler. Bowie e Oursler volevano infatti qualcuno che assomigliasse all'agente di Bowie, Corinne "Coco" Schwab, negli anni settanta, durante il periodo berlinese.

### Accoglienza
Il pubblico rimase piacevolmente sorpreso dall'improvvisa uscita del singolo, in quanto pensava che il cantante si fosse ritirato dalle scene. Where Are We Now? entrò pertanto nella classifica mondiale di iTunes il giorno stesso dell'uscita. Nel Regno Unito il singolo è arrivato alla prima posizione nella classifica di iTunes. Nella classifica ufficiale britannica dei singoli si piazzò alla posizione numero 6 il 13 gennaio 2013, miglior piazzamento per Bowie sin dal singolo Absolute Beginners (n. 2 nel 1986).

## Classifica
| Classifica (2013) | Posizione massima |
| ----------------- | ----------------- |
| Australia         | 78                |
| Austria           | 40                |
| Belgio (Fiandre)  | 5                 |
| Belgio (Vallonia) | 7                 |
| Canada            | 59                |
| Danimarca         | 2                 |
| Francia           | 9                 |
| Germania          | 47                |
| Irlanda           | 9                 |
| Italia            | 10                |
| Paesi Bassi       | 7                 |
| Spagna            | 9                 |
| Svizzera          | 52                |
| Regno Unito       | 6                 |